# Berejów
Berejów (prononciation : [bɛˈrɛjuf]) est un village polonais de la gmina de Niedźwiada dans le powiat de Lubartów de la voïvodie de Lublin dans l'est de la Pologne.
Il se situe à environ 12 kilomètres au nord-est de Lubartów (siège du powiat) et 33 kilomètres au nord-est de Lublin (capitale de la voïvodie).
Le village comptait approximativement une population de 417 habitants en 2012.

## Histoire
De 1975 à 1998, le village est attaché administrativement à l'ancienne Voïvodie de Lublin.

Depuis 1999, il fait partie de la nouvelle voïvodie de Lublin.